# Európai Filmdíjak 1993
A 6. Európai Filmdíj-átadó ünnepséget (6th European Film Awards) – a díj akkori neve után Felix-gálát – 1993. december 4-én tartották meg a potsdami Babelsberg Stúdió filmszínháznak berendezett termében. A gálán a tagországok által nevezett, az év folyamán hivatalosan bemutatott alkotások közül az Európai Filmakadémia zsűrije által legjobbnak tartott filmeket, illetve alkotóikat részesítették elismerésben. Az est házigazdája Fanny Ardant francia színésznő volt.
1993-ban erősen érezni lehetett a költségvetési megszorításokat; ami miatt az Európai Filmtársaság (EFT) harmadszorra is Potsdamban rendezte meg a díjátadót és drasztikusan lecsökkentette a kiosztható díjak számát. Az alkotói kategóriákban csupán a legjobb színésznő és színész vehetett át trófeát, a többiek (így a legjobb forgatókönyvíró, operatőr, filmvágó, látványtervező, zeneszerző) nem. Külön díjként értékelték viszont az év legjobb európai teljesítményeként a brit Síró játék produceri munkáját, továbbá első alkalommal osztották ki a filmkritikusok által odaítélt Európai Filmdíjat, amit Michael Haneke osztrák filmrendező vehetett át Benny videója című filmdrámájáért.
Az Akadémia által felkért zsűri tagjai az olaszországi Viareggio-ban találkoztak, hogy megnézzék a 28 ország 32 díjra nevezett filmjét és kiválasszák a győzteseket. Az év legjobb európai filmje az orosz Nyikita Mihalkov Urga – Édenbe zárva című alkotása, a legjobb újoncfilm pedig a brit Sally Potter második nagyjátékfilmje, Virginia Woolf Orlando: A Biography című regényének jelentős nemzetközi összefogással, brit-francia-holland-orosz-olasz koprodukcióban készült adaptációja, az
Orlando lett. Az év európai színésznője címet Maia Morgenstern, a legjobb színészét pedig Daniel Auteuil kapta.
A gálaest felemelő pillanata volt, amikor Louis Malle bejelentette az EFT életműdíjával kitüntetett személyt, az olasz Michelangelo Antonionit. Még mielőtt a francia filmrendező elkezdhette volna ismertetni a „maestro” érdemeit, a hallgatóság felállva ünnepelte a díjazottat, és a Felix szobrocska átvételét követően ugyanilyen hangos tetszésnyilvánítás köszöntötte Az éjszaka, A kiáltás, a Vörös sivatag, a Nagyítás és a Zabriskie Point könnyeivel küszködő, idős rendezőjét.
Magyarország játékfilm kategóriában Szabó Ildikó Gyerekgyilkosságok című alkotását nevezte, díjra azonban nem jelölték.

## A zsűri tagjai
- André Delvaux filmrendező, a zsűri elnöke –  Franciaország
- Alekszandr Adabasjan színész, forgatókönyvíró, filmrendező –  Szovjetunió
- Ewa Fröling színésznő –  Svédország
- Claudie Ossard filmproducer –  Franciaország
- Michael Radford filmrendező, forgatókönyvíró, filmproducer –  Egyesült Királyság
- Laurens Straub filmrendező, forgatókönyvíró, filmproducer –  Hollandia
- Gian Maria Volonté színész –  Olaszország

## Díjazottak és jelöltek
| „Díjazott” – szürkéskék háttérrel   |
| „Jelölt” – világos szürke háttérrel |

### Az év legjobb európai filmje
| Magyar címe         | Eredeti címe            | Rendező          | Ország        |
| ------------------- | ----------------------- | ---------------- | ------------- |
| Urga – Édenbe zárva | Урга — территория любви | Nyikita Mihalkov | Oroszország   |
| Benny videója       | Benny's Video           | Michael Haneke   | Ausztria      |
| Dermedt szív        | Un cœur en hiver        | Claude Sautet    | Franciaország |

### Az év legjobb európai újoncfilmje
| Magyar címe           | Eredeti címe                   | Rendező                                       | Ország                                                                     |
| --------------------- | ------------------------------ | --------------------------------------------- | -------------------------------------------------------------------------- |
| Orlando               | Orlando                        | Sally Potter                                  | Egyesült Királyság · Franciaország · Hollandia · Oroszország · Olaszország |
| Veled is megtörténhet | C'est arrivé près de chez vous | Rémy Belvaux, André Bonzel, Benoît Poelvoorde | Belgium                                                                    |
| –––                   | La petite amie d'Antonio       | Manuel Poirier                                | Franciaország                                                              |

### Az év legjobb európai színésznője
| Nyertesek és jelöltek | Magyar címe        | Eredeti címe      |
| --------------------- | ------------------ | ----------------- |
| Maia Morgenstern      | A tölgy            | Balanta           |
| Carla Gravina         | A hosszú hallgatás | Il lungo silenzio |
| Tilda Swinton         | Orlando            | Orlando           |

### Az év legjobb európai színésze
| Nyertesek és jelöltek | Magyar címe                       | Eredeti címe                      |
| --------------------- | --------------------------------- | --------------------------------- |
| Daniel Auteuil        | Dermedt szív                      | Un cœur en hiver                  |
| Carlo Cecchi          | Morte di un matematico napoletano | Morte di un matematico napoletano |
| Jan Decleir           | Daens                             | Daens                             |

### A kritikusok Felix-díja – FIPRESCI-díj
| Magyar címe   | Eredeti címe  | Rendező        | Ország           |
| ------------- | ------------- | -------------- | ---------------- |
| Benny videója | Benny's Video | Michael Haneke | Ausztria · Svájc |

### Az év legjobb európai teljesítménye
| Díjazott                   | Foglalkozás    | Magyar cím | Eredeti cím     |
| -------------------------- | -------------- | ---------- | --------------- |
| Nik Powell Stephen Woolley | filmproducerek | Síró játék | The Crying Game |

### Az EFT életműdíja
| Díjazott               | Foglalkozás                  | Ország      |
| ---------------------- | ---------------------------- | ----------- |
| Michelangelo Antonioni | filmrendező, forgatókönyvíró | Olaszország |

### Az EFT érdemdíja
| Díjazott                             | Foglalkozás                   | Magyar cím                                 | Eredeti cím                                |
| ------------------------------------ | ----------------------------- | ------------------------------------------ | ------------------------------------------ |
| Erika és Ulrich Gregor, Naum Klejman | filmtörténészek filmtörténész | a német-orosz filmművészeti kapcsolatokért | a német-orosz filmművészeti kapcsolatokért |

### Az év legjobb európai dokumentumfilmje – Arte díj
| Magyar címe | Eredeti címe      | Rendező     | Ország     |
| ----------- | ----------------- | ----------- | ---------- |
| –––         | Det sociala arvet | Stefan Jarl | Svédország |

### A dokumentumfilmes zsűri külön dicsérete
| Díjazott                    | Foglalkozás | Magyar cím     | Eredeti cím                    |
| --------------------------- | ----------- | -------------- | ------------------------------ |
| Ylli Hasani és Steve Sklair | filmrendező | –––            | The Man Who Loves Gary Lineker |
| Marcel Lozinski             | filmrendező | 89mm Európától | 89mm od Europy                 |